# 吳文英 (萬曆進士)
吴文英（？—？），字鬱材，號台曲，江西南昌府進賢縣人，明朝政治人物。

## 生平
十月初四日生，治書经。萬曆七年（1579年）己卯科江西鄉試六十三名舉人，萬曆二十三年（1595年）成乙未科會試第五十二名，廷試三甲第二百二十四名進士，刑部觀政，二十四年十月授浙江平湖縣知縣，二十六年調簡福建羅源知縣，歷官南京礼部郎中。三十八年五月升贵州佥事，专理清军。

## 家族
曾祖吴徽；祖吴麟，國子生；父吴价，歸化县學教谕致仕。母白氏。永感下。娶梁氏，子應科、應第。